# Gullinbursti

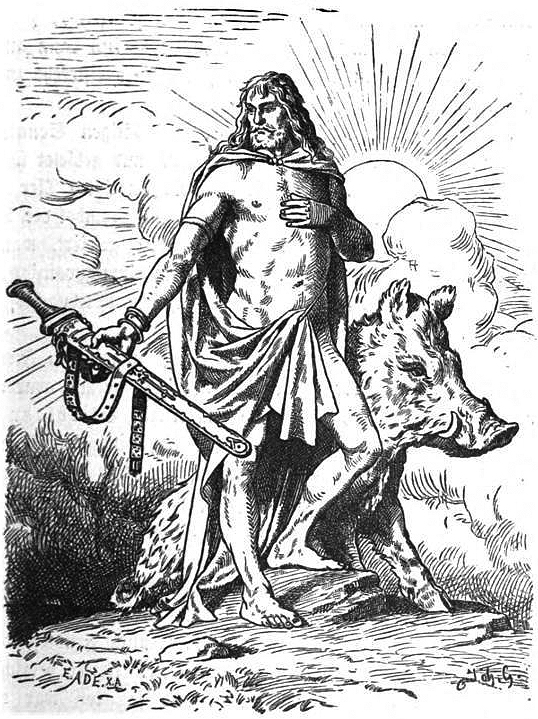
Gullinbursti e Frey, em pintura de Johannes Gehrts (1901)

Na mitologia nórdica, Gullinbursti ou Gulimbursti (Cerdas Douradas) é um javali gigante de ouro que habita Midgard. Foi construído pelos anões Brokk & Eitri como uma aposta contra o deus Loki. Sua organização, disciplina e força eram invejados por todos contra quem batalhava. Há quem diga que Gullinbursti foi o maior pesadelo de Midgard.
Quando Loki adquiriu os cabelo de ouro de Sif, o navio de Frey, Skidbladnir e a lança Gungnir de Odin, feitos pelos Filhos de Ivaldi, ele apostou sua própria cabeça com Brokk que seu irmão Eitri (Sindri) não seria capaz de fazer itens para igualar a qualidade dos mencionados acima. Então, para presentear Frey, Eitri jogou uma pele de um porco na fornalha, e junto com Brokk, ele trabalhou no fole, fabricando o javali Gullinbursti, que tinha cerdas em sua crina que brilhavam no escuro.
De acordo com Húsdrápa, Frey montou Gullinbursti no funeral de Balder, enquanto em Gylfaginning, Snorri afirma que Frey cavalgou em uma carruagem puxada pelo javali.
O javali também é conhecido como Slíðrugtanni.
A história de sua criação está relatada na seção Skáldskaparmál do Edda em prosa.